# Gates (Oregón)
Gates es una ciudad ubicada en el condado de Marion en el estado estadounidense de Oregón. En el año 2000 tenía una población de 471 habitantes y una densidad poblacional de 298.1 personas por km².

## Geografía
Gates se encuentra ubicada en las coordenadas 44°45′18″N 122°25′11″O / 44.75500, -122.41972.

## Demografía
Según la Oficina del Censo en 2000 los ingresos medios por hogar en la localidad eran de $32 344 y los ingresos medios por familia eran $37 143. Los hombres tenían unos ingresos medios de $35 714 frente a los $31 250 para las mujeres. La renta per cápita para la localidad era de $17 065. Alrededor del 15,9% de la población estaban por debajo del umbral de pobreza.